# Neoempheria moheliana
Neoempheria moheliana är en tvåvingeart som beskrevs av Loïc Matile 1979. Neoempheria moheliana ingår i släktet Neoempheria och familjen svampmyggor. Inga underarter finns listade i Catalogue of Life.